# Evacanthus densus
Evacanthus densus är en insektsart som beskrevs av Kuoh. Evacanthus densus ingår i släktet Evacanthus och familjen dvärgstritar. Inga underarter finns listade i Catalogue of Life.